# Thomasberg (Dolna Austria)
Thomasberg – gmina w Austrii, w kraju związkowym Dolna Austria, w powiecie Neunkirchen. Liczy 1 245 mieszkańców (1 stycznia 2014).